# Cody Linley
Cody Martin Linley (Dallas, Texas, 1989. november 20. –) amerikai színész, énekes.
Legismertebb szerepe Jake Ryan a Hannah Montana-ban.

## Pályafutása
Első szerepe Still Holding On: The Legend of Cadillac Jack című filmben volt. Hannah Montana című sorozatban szerepelt. A 2008-as Disney Channel Games házigazdája volt. Dancing With The Stars 7. évadában szerepelt, mint versenyző. A partnere Edyta Śliwińska volt.

## Magánélete
Szülei Cathryn Sullivan és Lee Linley. A Hollywood Knights celeb kosárlabda csapatának tagja volt. Az idősebb testvére, Chad Linley 2011. augusztus 4-én hunyt el. Vegán.

## Filmográfia

### Filmek
| Év   | Magyar cím            | Eredeti cím                                          | Szerep            | Magyar hang    |
| ---- | --------------------- | ---------------------------------------------------- | ----------------- | -------------- |
| 2017 | Cápavihar 5.          | Sharknado 5: Global Swarming                         | Matthew Shepard   |                |
| 2016 | Cápavihar 4.          | Sharknado: The 4th Awakens                           | Matthew Shepard   |                |
| 2014 |                       | Hoovey                                               | Hoovey            |                |
| 2013 |                       | My Dog the Champion                                  | Eli               |                |
| 2012 | A játékszoba          | The Playroom                                         | Ryan              |                |
| 2009 |                       | Forget Me Not                                        | Eli Channing      |                |
| 2007 | A szörny, akit hívtam | The Haunting Hour: Don't Think About It              | Sean Redford      | Baráth István  |
| 2006 | Bagolyvédők           | Hoot                                                 | Mullet Fingers    | Gacsal Ádám    |
| 2005 | Újra a pályán         | Rebound                                              | Larry Burgess Jr. |                |
| 2005 |                       | Echoes of Innocence                                  | Christopher       |                |
| 2003 | Tucatjával olcsóbb    | Cheaper by the Dozen                                 | Quinn             | Molnár Levente |
| 2003 | A pufi bölcs          | When Zachary Beaver Came to Town                     | Cal               |                |
| 2002 |                       | Beyond the Prairie 2: The True Story of Laura Wilder | Charlie Magnuson  |                |
| 2000 | Ahol a szív lakik     | Where the Heart Is                                   | Brownie Coop      |                |
| 1999 | Beépített szépség     | Miss Congeniality                                    | Keményfiú         |                |
| 1999 | Kutyám, Skip          | My Dog Skip                                          | Spit McGee        |                |
| 1998 |                       | Still Holding On: The Legend of Cadillac Jack        |                   |                |

### Televíziós szerepek
| Év        | Magyar cím            | Eredeti cím            | Szerep              | Megjegyzések                              |
| --------- | --------------------- | ---------------------- | ------------------- | ----------------------------------------- |
| 2012      | Melissa & Joey        | Melissa & Joey         | Aiden               | 2 epizód                                  |
| 2008      |                       | Disney Channel Games   | önmaga              | műsorvezető                               |
| 2008      |                       | Dancing with the Stars | önmaga              | versenyző                                 |
| 2006–2010 | Hannah Montana        | Hannah Montana         | Leslie "Jake" Ryan  | mellékszereplő magyar hangja Moser Károly |
| 2004      |                       | That's So Raven        | Daryl               | 1 epizód                                  |
| 1999–2000 | Walker, a texasi kopó | Walker, Texas Ranger   | Timmy, Griffin Pope | 2 epizód                                  |

## Fordítás
- Ez a szócikk részben vagy egészben  a   Cody Linley című angol Wikipédia-szócikk fordításán alapul.  Az eredeti cikk szerkesztőit annak laptörténete sorolja fel. Ez a jelzés csupán a megfogalmazás eredetét és a szerzői jogokat jelzi, nem szolgál a cikkben szereplő információk forrásmegjelöléseként.